# زين ووكر
زين ووكر (بالإنجليزية: Zain Walker) هو لاعب كرة قدم بريطاني في مركز الوسط، ولد في 8 يناير 2002 في واندزوورث في المملكة المتحدة. لعب مع نادي بريستول روفيرز.